# Vertiv
Vertiv ist ein US-amerikanischer global tätiger Anbieter von Infrastruktur und Dienstleistungen für Rechenzentren, Kommunikationsnetze sowie kommerzielle und industrielle Anlagen. Das in Westerville, Ohio beheimatete Unternehmen ist in über 130 Ländern aktiv und hat knapp 32.000 Mitarbeiter.

## Geschichte
Vertiv begann als Capitol Refrigeration Industries, gegründet 1946 von Ralph Liebert (1918–1984) in Columbus, Ohio. Liebert entwickelte den ersten Prototyp einer Präzisionsklimaanlage in seiner Garage, welche für die Belüftung und Kühlung von Computern und Serverräumen benötigt werden. Anfang 1965 wurde der Prototyp bei IBM in Chicago vorgestellt. IBM erkannte das Potenzial der Maschine und arrangierte, dass Liebert seine Erfindung auf der World Computer Conference in Philadelphia vorstellte.
Liebert gründete 1965 die Liebert Corporation, um den schnell wachsenden Markt als erster Hersteller von Klimatisierungssystemen für Computerräume (Computer Room Air Conditioning, CRAC) zu erschließen. 1967 expandierte das Unternehmen nach Kanada. Im Jahr 1968 bezog das Unternehmen eine neue Anlage in Worthington, Ohio. Die Liebert Corporation wurde 1981 an der Börse gelistet und 1987 von der Emerson Electric Company übernommen und eine Unternehmenstochter von Emerson. Liebert ist heute eine Marke von Vertiv.
Im Jahr 2000 gründete Emerson die Geschäftseinheit Emerson Network Power (ENP), welches durch mehrere Übernahmen wuchs. Im Dezember 2016 erwarb Platinum Equity das ENP-Geschäft von Emerson Electric im Rahmen einer Transaktion im Wert von über 4 Milliarden US-Dollar. Das Unternehmen wurde in Vertiv umbenannt, und Emerson behielt eine Kapitalbeteiligung. Durch eine Fusion mit einer Special Purpose Acquisition Company wurde Vertiv im Februar 2020 an der New York Stock Exchange gelistet.
Durch den globalen KI-Boom profitierte Vertiv. Im Jahr 2023 stieg der Aktienkurs von Vertiv um 252 % und übertraf damit alle Unternehmen im S&P 500.

## Aktivitäten
Vertiv ist in den drei Marktsegmenten Rechenzentren, Kommunikationsnetze und Gewerbe/Industrie tätig. 2022 wurden drei Viertel der Umsätze im Segment Rechenzentren erwirtschaftet. Vertiv bietet Produkte, Software und Dienstleistungen für die Bereiche Stromversorgung, Kühlung, Zugriff und Steuerung, Überwachung und Verwaltung bei der Betreibung von Rechenzentren, Kommunikationszentren und industriellen Anlagen an. Es hat sowohl große Konzerne als auch Mittelständler als Kunden. Weltweit betreibt das Unternehmen über 20 Fertigungs- und Montagestandorte und mehr als 2000 Servicezentren, die über den Erdball verteilt sind.
Vertiv investiert etwa 5 % des Umsatzes in Forschung und Entwicklung. Im Jahr 2023 gab Vertiv 303,5 Millionen US-Dollar für Forschung und Entwicklung aus. Vertiv verfügt über etwa 2.800 Patente und 1.700 Trade Marks.

## Marken
Zu den Marken von Vertiv gehören:
- Albér (Batterieüberwachung)
- Avocent (IT-Verwaltung)
- Energy Labs (Thermische Anlagen für Gewerbe und Industrie)
- Geist (Rack PDU)
- Liebert (Stromversorgung und Thermik)
- Netsure (Strom für Datenzentren)